# Уза (Буда-Кошелёвский район)
Уза (бел. Уза) — деревня и железнодорожная станция в Буда-Кошелёвском районе Гомельской области Белоруссии. Административный центр Узовского сельсовета.

## География

### Расположение
В 21 км на юго-восток от Буда-Кошелёво, 18 км от Гомеля.

## Транспортная сеть
Транспортные связи по просёлочной дороге, затем по шоссе Довск — Гомель. Планировка состоит из криволинейной улицы почти широтной ориентации, параллельно которой на севере проходит прямолинейная улица, перекрещённая пятью переулками, а на юге к главной присоединяются под прямым углом короткие улицы. Застройка плотная, преимущественно деревянными домами усадебного типа. В 1986 году построены кирпичные дома на 100 квартир, в которых разместились переселенцы из загрязнённых радиацией мест после Чернобыльской катастрофы.

## История
В 1 км на юг от Узы археологами выявлено городище железного века, что свидетельствует о заселении этих мест с давних времён. Основана в 1775 году. С 1830 года работала сукновальня, с 1840 года — мукомольное предприятие (в 1859 году 8 рабочих). В 1868 году открыта школа. Хозяин фольварка имел здесь в 1869 году 2483 десятин земли и питейный дом. Со вводом в эксплуатацию железной дороги Бобруйск — Гомель в ноябре 1873 году начала действовать железнодорожная станция, имелись хлебозапасный магазин, отделение почтовой связи. В 1908 году 2361 десятин земли.
Жители деревни активно сражались против германских войск во время оккупации. 14 ноября 1918 года на железнодорожной станции, в вагоне командира батальона войск Красной Армии, начались переговоры между представителями немецкого командования и советской делегацией, которые закончились подпиской договора, согласно которому должен был начаться отвод немецких войск. Но немецкая сторона нарушила договорённость. Переговоры были возобновлены и закончились 5 января 1919 года подписанием нового договора, который потом реализовался.
В 1926 году организован совхоз, работала кузница, в Руденецком сельсовете Уваровичского района Гомельского округа. С 1930 года работала кузница. Во время Великой Отечественной войны оккупанты сожгли 14 дворов. Действовала группа подпольщиков, которая была раскрыта и погублена оккупантами, 40 жителей деревни погибли на фронте. В 1959 году центр совхоза «Правда». Овощесушильный завод, комбинат хлебопродуктов, средняя школа, библиотека, фельдшерско-акушерский пункт, детский сад, отделение связи, швейная и обувная мастерские, 7 магазинов.
В 1973 году в деревню переселились жители посёлка Новый.

## Население

### Численность
- 2018 год — 1100 жителей.

### Динамика
- 1909 год — 202 двора, 1439 жителей.
- 1940 год — 107 дворов, 430 жителей.
- 1959 год — 909 жителей (согласно переписи).
- 2004 год — 514 хозяйств, 1257 жителей.

## Культура
- Музейная комната ГУО «Узовская средняя школа»

## Достопримечательность
- Памятник в честь подпольщиков, которые боролись в годы Великой Отечественной войны с немецко-фашистскими захватчиками

## Известные уроженцы
- В. И. Пусев — заслуженный мастер спорта СССР по гребле на байдарках и каноэ, чемпион мира, неоднократный победитель первенств Европы и Советского Союза, участник Олимпийских игр в Сеуле.
- В.А Шруб - узница.